# Логико-философский трактат
«Ло́гико-филосо́фский тракта́т» (нем. Logisch-Philosophische Abhandlung) — крупнейшая из прижизненно изданных работ австро-английского философа Людвига Витгенштейна. Считается одним из наиболее влиятельных философских сочинений XX века.
Книга вышла в свет на немецком в 1921 году, впервые переведена на английский в 1922-м Чарльзом Кэем Огденом (с участием Фрэнка Рамсея), затем переводилась Д. Пирсом и Б. Макгиннессом для издания 1961 года.

## История написания
Трактат написан во время Первой мировой войны, на основе фронтовых философских дневников, хотя замысел Трактата возник гораздо раньше. Многие ключевые положения "Трактата..." в той или иной степени присутствуют в Дневниках. Впервые издан на немецком языке в Германии в 1921 году.

При активной поддержке Бертрана Рассела «Трактат» вышел в 1922-м году в английском переводе, выполненном Чарльзом Кэем Огденом (с участием Фрэнка Рамсея), с предисловием того же Рассела и латинским названием «Tractatus Logico-Philosophicus», предложенным Джорджем Муром. Однако предисловие Рассела стало причиной разногласий между автором «Трактата» и его знаменитым доброжелателем. После двуязычного переиздания трактата в 1922-м Витгенштейн оставил философию, считая, что все её вопросы решены. В своём предисловии к «Логико-философскому трактату» он писал: 
Истинность изложенных здесь мыслей кажется мне неоспоримой и окончательной. Стало быть, я держусь того мнения, что поставленные проблемы по существу решены окончательно.
Контакт Витгенштейна с академическими кругами был возобновлен благодаря интересу, который проявили к трактату члены Венского кружка; однако Витгенштейн был жестоко разочарован, настаивая на мистицизме и считая позитивистскую трактовку своего учения превратной. Последующее общение с Франком Рамсеем повлекло возобновление философских штудий Витгенштейна.
На русский язык перевод осуществлен для первого издания Трактата (М. С. Козловой, А. Ф. Грязновым и З. А. Сокулер), затем этот же перевод был уточнен при его переизданиях (1994 — М. С. Козловой и Ю. А. Асеевым). Эта версия считается общепринятой в российском философском сообществе. Существует еще одна версия перевода, выполненная В. Рудневым, существенно отличающаяся в ряде трактовок тех или иных терминов и их значений и вызвавшая среди специалистов неоднозначную реакцию .

## Основные положения
Трактат состоит из семи основных положений и комментариев к ним:
1. Мир есть всё то, что имеет место.
2. То, что имеет место, что является фактом, — это существование атомарных фактов.
3. Логический образ фактов есть мысль.
4. Мысль есть осмысленное предложение.
5. Предложение есть функция истинности элементарных предложений. (Элементарное предложение — функция истинности самого себя.)
6. Общая форма функции истинности есть: [p, x, N(x)]. Это есть общая форма предложения.
7. О чём невозможно говорить, о том следует молчать.

## После «Логико-философского трактата»
Второй опус магнум Витгенштейна, Философские исследования, вышел в 1953-м — через два года после смерти автора.